# Duckeella
Duckeella là chi Phong lan thuộc phân họ Vanilloideae.

## Các loài
1. Duckeella adolphii Porto & Brade, Anais Reunião Sul-Amer. Bot. 3: 32 (1938 publ. 1940).
2. Duckeella alticola C.Schweinf., Bot. Mus. Leafl. 19: 195 (1961).
3. Duckeella pauciflora Garay, Bot. Mus. Leafl. 18: 186 (1958).